# Zhang Yimou
Zhang Yimou, född 2 april 1950 i Xi'an i Shaanxi, är en kinesisk filmregissör (en av Kinas mest kända), skådespelare och filmfotograf. Han räknas till den så kallade "femte generationens" regissörer i Kina. Han spelfilmsdebuterade som regissör i Det röda fältet 1987. Han är också känd för att ha regisserat kampsportfilmen Hero (2002) med actionstjärnan Jet Li i huvudrollen.

## Filmografi
- 1987 – Det röda fältet (紅高梁)
- 1989 – Codename Cougar (代號“美洲豹)
- 1991 – Ju Dou: Förbjuden kärlek (菊豆)
- 1991 – Den röda lyktan (Raise the Red Lantern / 大紅燈籠高高掛)
- 1992 – Berättelsen om Qiu Ju (秋菊打官司)
- 1994 – Att leva (活着)
- 1995 – Shanghai Triad (搖呀搖﹐搖到外婆橋)
- 1995 – Lumière et compagnie
- 1997 – Keep Cool (有話好好說)
- 1999 – Vikarien (Not One Less / 一个都不能少)
- 1999 – Vägen hem (我的父亲母亲)
- 2000 – Happy Times (幸福时光)
- 2002 – Hero (英雄)
- 2004 – Flying Daggers (十面埋伏)
- 2005 – Att rida ensam i tusen mil (千里走單騎)
- 2007 – Den gyllene blommans förbannelse (满城尽带黄金甲)
- 2011 – The Flowers of War (金陵十三钗)
- 2014 – Hemkomsten (归来)
- 2018 – Shadow 影